# Christian Jeanjean
En Christian Jeanjean (Montpeller, 1942) és un polític francès de dretes. De formació és doctor en dret, i des de 1989 és batlle de Palavas-les-Flots, a l'Erau. Fou diputat per la circumscripció de l'Erau en la legislatura de 2002 a 2007 de l'Assemblea Nacional de França.
Tant ell com Raymond Couderc, ambdós militants del UMP, es presentaren com a candidats per a les eleccions regionals franceses de 2010 pela Llenguadoc-Rosselló. Raymond Couderc, que va guanyar les eleccions internes del partit, es presentà "oficialment" com a candidat de l'UMP, mentre que Christian Jeanjean, com l'UMP declarà en un comunicat de premsa, s'hi presentà igualment amb una agrupació creda a tal fi, l'Ensemble pour le Languedoc Roussillon.